# Apple TV
Apple TV(애플 TV)는 애플에서 개발 및 판매중인 디지털 미디어 플레이어이자 마이크로콘솔이다. 본 제품은 여러 소스에서 데이터를 수신하여 텔레비전으로 스트리밍하는 소형 네트워크 장비이자 엔터테인먼트 장치이다.
본 제품은 HDMI 사용 장치이다. 따라서 본 제품을 사용하려면 HDMI 케이블로 고화질 와이드 스크린 TV에 연결해야 한다. 본 제품에는 통합 제어 장치가 없으며 따라서 적외선 Bluetooth 기능을 사용하는 Apple Remote 컨트롤 장치(iOS의 App Store에서 다운로드 가능)를 통해 외부(iPhone, iPad, iPod touch, Apple Watch)에서 제어할 수 있다. 또한 일부 모델은 타사의 적외선 리모컨도 사용 가능하다.
본 제품의 Wi-Fi 기능은 AirPlay를 사용하여 다양한 iOS 앱에서 콘텐츠를 수신하거나 TV로 스트리밍되는 iTunes Store에서 직접 디지털 콘텐츠를 수신하는데 사용된다. 또한 HBO Now, Showtime Anytime, Starz, TV Everywhere 포털 및 iTunes Store, Netflix, Hulu, Now TV(영국 전용), SlingTV, PlayStation Vue, Amazon Prime Video, DirectTV, YouTube, Vevo의 디지털 콘텐츠를 재생할 수 있다. 또한 여러 케이블 및 방송 네트워크, 4개의 주요 북미 스포츠 리그 중 3개(MLB.tv, NBA League Pass, NHL.tv)의 비디오 구독 포털을 제공한다. iTunes를 실행중인 macOS 또는 Windows PC에서 콘텐츠를 재생할 수 있다. 또한 Apple은 Live Tune-In 기능을 홍보하기 시작했다. 시청자가 Siri에게 CBS, ESPN, Disney XD의 라이브 스트림을 Live Tune-In을 사용중인 다른 많은 사람들과 조율하도록 요구할 수 있게 했다.
애플은 Apple TV+라는 구독 서비스를 준비중이며 2019년 11월 1일부터 약 100개의 국가에서 서비스를 시작할 예정이다.

## 제품

### 1세대

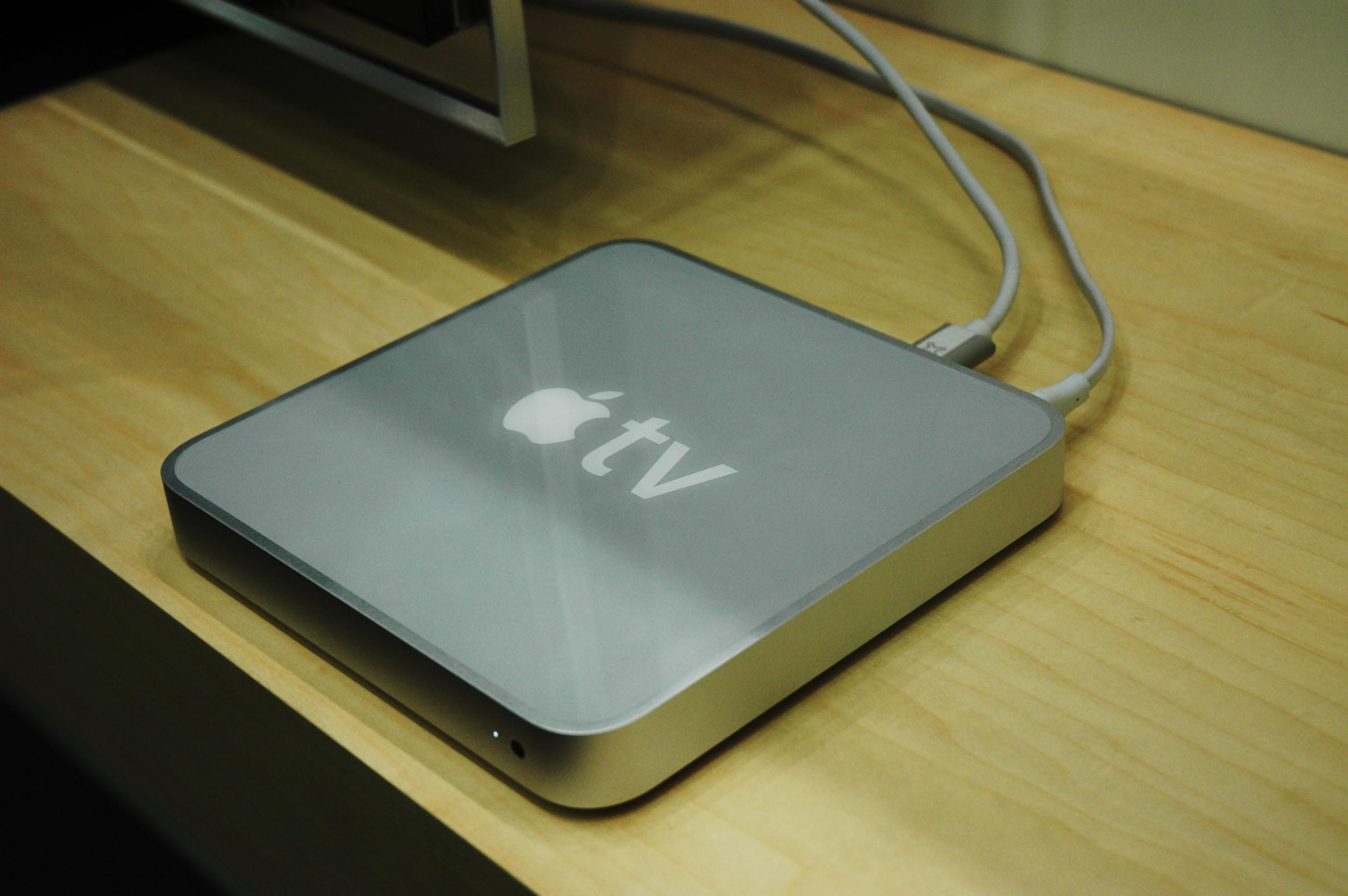
Apple TV 1세대의 모습.

Apple TV는 Apple Remote를 사용하여 수정된 Front Row 인터페이스가 사용되어 2006년 9월 12일에 개발 진행중인 작업으로 최초 공개되었다(그 당시 이름은 iTV였다). Apple은 2007년 1월 9일 Apple TV의 사전 예약을 시작했다. 덧붙여, iTV라는 이름은 원래 i로 시작되는 다른 제품들(iMac, iPhone 등)에 맞춰 붙여진 이름이지만 영국의 지상파 방송망인 ITV가 영국이 이 이름에 대한 권리를 보유하고 있으며 따라서 Apple에 대해 법적 조치를 취하겠다고 하여 사용되지는 않았다.
Apple TV는 2007년 3월 21일 40GB 하드디스크가 장착된 형태로 배송이 시작되었다. Apple은 2007년 5월 31일 160GB HDD 모델도 발표하였으며 2009년 9월 14일 40GB HDD 모델은 판매가 중단되었다.
2008년 1월 15일, Apple은 주요 무료 소프트웨어 업그레이드를 발표하였다. 이로 인해 Apple TV가 독립 실행형 장치가 되었다. Mac OS X 또는 Windows에서 iTunes를 실행하는 컴퓨터가 더 이상 콘텐츠를 스트리밍 또는 동기화할 필요가 없어졌고 따라서 Apple TV의 하드디스크 대부분이 쓸모없게 되었다. 이 업데이트를 통해 장치는 iTunes Store에서 직접 콘텐츠를 대여 또는 구입할 수 있게 되었다. 이외에도 팟캐스트를 다운로드하고 .Mac(현 MobileMe) 및 Flickr에서 사진을 스트리밍할 수 있게 되었다.

### 2세대
Apple은 2010년 9월에 2세대 Apple TV를 출시했다. 인텔 x86 프로세서 대신 ARM 기반의 Apple A4 칩을 기반으로 하며 iOS의 변종을 구동한다. 1세대 모델의 4분의 1 크기로 검은색 인클로저에 보관되어 있다. 이 장치에는 버퍼링을 위한 8GB 플래시 스토리지가 있어 1세대 모델의 내장 하드 드라이브를 대체한다. HDMI를 통해 최대 720p의 출력을 지원하며 표준 화질 텔레비전을 지원하지 않는다. 출시와 함께 애플은 iPhone, iPad, Mac에서 Apple TV로 비디오 스트리밍을 지원하면서 AirTunes를 AirPlay로 이름을 바꾸었다.

## 같이 보기
- 에어플레이 (애플)
- 에어포트 (애플)